# Горащиха
Горащи́ха (укр. Горащи́ха) — озеро, расположенное на территории Оболонского района и Пуща-Водицкого лесопарка, западнее жилого массива Пуща-Водица; крупнейшее из каскада на реке Котурка.
Тип общей минерализации — пресное. Происхождение — пойменное. Группа гидрологического режима — проточное.

## Описание
Озеро Горащиха, как и соседние озера, образовалось вследствие разлива реки Котурка, которая собственно и протекает через него и питает их водой. Озеро расположено на равнине и окружено лесопарком. Длина — 1100 м, ширина — до 110 м. Через озеро переброшен деревянный мост. В 2007 году существовала угроза обмеления озера, которая была своевременно устранена.